# Marilia bola
Marilia bola är en nattsländeart som beskrevs av Mosely in Mosely och Douglas E. Kimmins 1953. Marilia bola ingår i släktet Marilia och familjen böjrörsnattsländor. Inga underarter finns listade i Catalogue of Life.